# Assia Ahhatt
Assia Ahhatt (sinh ngày 3 tháng 6 năm 1955) là một nghệ sĩ vĩ cầm và ca sĩ người Ukraina. Ahhatt nổi tiếng toàn cầu với đĩa đơn đầu tay, "If Only Tonight" phát hành năm 2013, nhận được hơn 3 triệu lượt xem.

## Đầu đời và giáo dục
Assia Ahhatt sinh ra tại Kyiv, thủ đô của Cộng hòa Xã hội chủ nghĩa Xô viết Ukraina cũ. Cô tốt nghiệp Trường đại học Âm nhạc Glier và Học viện Âm nhạc Quốc gia tại Kyiv, Ukraina. Sau khi tốt nghiệp, cô hoàn thành chương trình thực tập tại Học viện Âm nhạc ở Nice, Pháp (tiếng Pháp: Academie de musique de Nice).

## Sự nghiệp
Assia là nghệ sĩ độc tấu của Dàn nhạc Giao hưởng Quốc gia Ukraina. Chỉ trong một khoảng thời gian ngắn, Assia đã đạt được nhiều thành công trong sự nghiệp của mình. Cô đã biểu diễn tại các phòng hòa nhạc nổi tiếng ở Đức, Pháp, Ý và các nước châu Âu khác, và giành được đề cử và giải thưởng tại các liên hoan và cuộc thi âm nhạc châu Âu.
Cô ra mắt album solo đầu tiên năm 1999, có tựa đề “Homo Novus,” thể hiện sự pha trộn giữa nhạc khí và âm nhạc hiện đại. Để quảng bá cho album này, Assia đã lưu diễn khắp các thành phố lớn của Ukraina.
Assia Ahhatt bắt đầu sự nghiệp ca sĩ vào năm 2002. Cùng năm đó, cô ký hợp đồng với hãng thu âm EMI Records của Ba Lan.
Sau đó, Assia tiếp tục ký một hợp đồng khác với Universal Poland và thu âm bài hát ‘Where are you now?’ song ca với nam diễn viên Hollywood gốc Ba Lan Bogusław Linda. Bài hát ngay lập tức trở thành một bản hit ở một số nước châu Âu. Bogusław Linda cũng xuất hiện trong video âm nhạc của bài hát. Năm 2022, Assia ký hợp đồng với Universal/Ukrainian Records.
Album tiếp theo của cô có tựa đề “Chocolad” (Chocolate) được phát hành năm 2003, gồm các bài hát tiếng Nga, tiếng Ba Lan và tiếng Pháp. Cô đã gây bất ngờ cho người hâm mộ bằng cách biểu diễn bài hát “Mechty” (Giấc mơ) bằng một ngôn ngữ do cô tự sáng tạo ra. Bài hát này, cùng với những bài hát khác, do chính Assia sáng tác đã được đưa vào album “Dysha bolela” (Tâm hồn tổn thương) được phát hành năm 2005.
Năm 2005, Assia thành lập bộ đôi “69” và đảm nhiệm vai trò nhà sản xuất và đồng viết lời bài hát. Bộ đôi “69” có sự góp mặt của cô đã cho ra mắt hai album ‘Goryachiy pocelui’ (Горячий поцелуй; Nụ hôn nóng bỏng) và ‘I Like It’ vào năm 2006.
Năm 2007, cô ra mắt album “Я лучшая” (Ya lychshaya, I Am the Best). Năm 2010, cô tiếp tục ra mắt album mới “Angeli ne kuryat” (Ангелы не курят, Angels Don't Smoke).
Cô đã thể hiện thành công tài năng ca hát và sáng tác của mình, thường xuyên xuất hiện trên sân khấu với các nghệ sĩ biểu diễn nổi tiếng như Robert Plant, Mark Knopfler, Jean-Luc Ponty và Pierre Blanchard. Cô cũng biểu diễn với các nhạc sĩ nhạc cụ như Kurt Elling, Chris Botti, và Eric Serra.
Assia Ahhatt thu âm các album của mình tại các studio hàng đầu ở châu Âu. Cô thu âm đĩa đơn đầu tay của mình tại Hoa Kỳ có tựa đề “If only tonight" tại West Lake Studio ở Los Angeles và ra mắt đĩa đơn này năm 2013.  Đĩa đơn đã ngay lập tức trở thành một hit ở Mỹ và đứng đầu một số bảng xếp hạng:
- Billboard's Hot Single Chart (#6 trên bảng xếp hạng Billboard's 2014 - Singles Chart)
- DRT National Airplay Top 50 Independent Chart
- DRT National Airplay Top 50 R&B/ Hip Hop Chart
- Indie Label Report-Rhythmic

Bản phối lại của bài hát “If Only Tonight” do DJ huyền thoại Ralphi Rosario sản xuất đã trở thành một bản hit trong các câu lạc bộ khiêu vũ lớn từ New York đến Miami, Los Angeles đến Honolulu; và dẫn đầu trên National Dance Club Chart của Billboard trong vài tuần liên tiếp.
Nối tiếp thành công của “If Only Tonight”, Assia đã chuyển hướng sang thị trường nhạc Latinh. Album kế tiếp của cô, có tựa đề ‘Fiesta in San Juan’, kết hợp với rapper người Puerto Rico Wisin, là một nhạc khúc múa linh hoạt, kết hợp với nền nhạc của màn độc tấu vĩ cầm. Bài hát ‘Fiesta in San Juan’ đã được xếp hạng trên Latin Tropical Chart của Billboard, và bản phối lại của ca khúc nhanh chóng lọt vào Top 10 trên National Dance Club Chart của Billboard.
Video quảng bá sự kết hợp của cô và WISIN bằng tiếng Tây Ban Nha được quay tại Viejo San Juan, do Jessy Terrero phụ trách việc sản xuất và đạo diễn.
Năm 2016, tiếp nối thành công với dòng nhạc pop, Assia phát hành đĩa đơn Disco, do Dmitry Monatik, Chilibisound phụ trách sản xuất. Tháng 4 năm 2017, Assia đã ra mắt đĩa đơn Perepletaet, trước khán giả tại quê nhà Kyiv.
Assia tiếp tục ra mắt đĩa đơn ‘You Will Miss Me' cũng trong năm 2017, do Luny Tunes phụ trách sản xuất, và được thu âm tại Hit Factory Criteria ở Miami.
Một trong những thành tựu lớn nhất trong sự nghiệp âm nhạc của cô là album ‘All-In’ được phát hành năm 2018 tại Hoa Kỳ. Hãng thu âm cá nhân của cô, “Seize the Day Entertaining” đã ký hợp đồng với một trong những nhà sản xuất huyền thoại của nền âm nhạc thế giới, nghệ sĩ từng 16 lần đoạt giải Grammy Humberto Gatica. Được biết đến qua nhiều lần hợp tác với các nghệ sĩ đình đám như Madonna, Elton John, Céline Dion, Toni Braxton, và Andrea Boccelli, vv..., ông từng nhận định rằng lần hợp tác với Assia có thể sẽ đạt được nhiều giải thưởng và những sự kiện cháy vé. Các chuyến lưu diễn của Assia cả trong nước và quốc tế đều đạt được nhiều thành công vang dội.
Cô sau đó tiếp tục góp mặt trong chương trình trình diễn vĩ cầm "A Music Extravaganza" của đạo diễn Gene Bortnick, được thu âm trực tiếp tại Nhà hát Opera Kyiv, Ukraina. Chương trình được phát sóng trên khắp nước Mỹ trên các đài PBS từ tháng 6 năm 2019 đến đầu năm 2020. Chương trình tiếp tục được phát sóng lại vào tháng 9 năm 2020 khi được đón nhận tích cực.
Assia Ashatt đã lên ý tưởng cho album ‘A Date at the Movies’ khi trang trong trong chuyến lưu diễn của chương trình ‘A Music Extravaganza’ tại Mỹ vào năm 2019 và 2020. Album ‘A Date at the Movies’ được phát hành vào tháng 8 năm 2020.

## Danh sách đĩa nhạc
1. 1999 — Homo Novus
2. 2002 — To You, Anais
3. 2003 — Chocolate
4. 2005 — Soul Hurts
5. 2006 — Hot Kisses, I Like It
6. 2007 — I Am the Best
7. 2010 — Angels Don't Smoke
8. 2013 — If Only Tonight
9. 2014 — Fiesta in San Juan
10. 2016 — Disco
11. 2017 — You Will Miss Me, Perepletaet, All-In
12. 2019 — A Music Extravaganza (album hòa nhạc)
13. 2020 — A Date at the Movies

## Danh sách phim tham gia
1. 2010 — In Laws for NY